# Mister Universo
Mister Universo, originalmente llamado Men Universe Model, es un título de belleza masculina. También se conoce así al certamen que lo confiere y que se celebra anualmente, juzgando la belleza integral, la elegancia, la personalidad, el porte, la pose, la comunicación y la seguridad de candidatos provenientes de diferentes países o territorios. Al igual que ocurre con el título Mister Mundo, se dice que el portador es «el hombre más bello del mundo». El ganador del título lo lleva por un periodo de alrededor de un año, añadiendo a él, el año en que lo ganó. Mister Universo 2019 y actual rey del certamen es Jefferson Velasco de Bolivia. El certamen no se realiza desde su duodécima edición en 2019 y no está relacionado con el concurso de Mister Universe, que fue establecido en Estados Unidos en 2024.

## Historia
Mister Universo, también llamado Men Universe Model, es un certamen de belleza masculino internacional. Se celebra anualmente en República Dominicana desde el año 2008, juzgando belleza, elegancia, personalidad, porte y seguridad de candidatos provenientes de diferentes países (independientes o autónomos). El ganador del concurso es titulado como el hombre modelo más bello del universo. 
Cada concursante representa a su nación, aunque en algunas ediciones del concurso hay candidatos en representación de estados o ciudades de su país.
- México envía un segundo candidato en representación de Riviera Maya.
- Colombia envía un segundo candidato en representación de San Andrés.
- Venezuela envía un segundo candidato en representación de Isla Margarita.
- República Dominicana envía un segundo candidato en representación de Isla Saona

## Ediciones
| Año  | Mister Universo                            | Finalistas                          | Finalistas                                   | Finalistas                       | Finalistas                       | Sede                                             | Participantes |
| Año  | Mister Universo                            | 1                                   | 2                                            | 3                                | 4                                | Sede                                             | Participantes |
| ---- | ------------------------------------------ | ----------------------------------- | -------------------------------------------- | -------------------------------- | -------------------------------- | ------------------------------------------------ | ------------- |
| 2008 | Iván Cabrera Trigo España                  | Philipp Holl Alemania               | Steve Otis USA                               | Antono Savarese Italia           | Patrick Cobbett Panamá           | Santo Domingo, República Dominicana              | 21            |
| 2009 | Joshua Day USA                             | Robinson Tajmuch Poblete Chile      | Francesco Allegra Italia                     | Mahmud Jan Afganistán            | Luis Moreta Abreu Cuba           | Punta Cana, República Dominicana                 | 24            |
| 2010 | Tarik Kaljanac Bosnia y Herzegovina        | Leo Opazo Becerra Chile             | Tuur Roels Bélgica                           | Edgar Moreno Muñoz Venezuela     | Christos Christodoulides Chipre  | Punta Cana, República Dominicana                 | 33            |
| 2011 | Juan Pablo Gómez                           | Anthony Duarte República Dominicana | David Florentin Luxemburgo                   | Nelson Gutiérrez Cuellar Bolivia | Bojan Ilijanic Eslovenia         | Punta Cana, República Dominicana                 | 42            |
| 2012 | Erick Jiménez Sabater República Dominicana | Miha Dragos Eslovenia               | Daniel Cajiao Argentina                      | Nicolás Ferreiro Blasco España   | Julio César Torres Venezuela     | Santo Domingo, República Dominicana              | 27            |
| 2013 | Rafael Armando Chavéz Rivera Maya          | Gianni Sennesael Bélgica            | Aziz Gueye Senegal                           | Alexis Jesús Descalzo Perú       | Sergio Felipe Meléndez México    | Santiago de los Caballeros, República Dominicana | 30            |
| 2014 | Bruno Fernandes Mooneyhan Silva Brasil     | José Luis Fernandez Venezuela       | Juan Antonio Peña Jiménez España             | Andrea Gobbato Italia            | Joel Javier Farach Marquina Perú | Santo Domingo, República Dominicana              | 27            |
| 2015 | Rogier Warnawa Países Bajos                | Ulysse Freitas Suiza                | Iulian Damaschin Rumania                     | Lauric López Guyana Francesa     | Yovany Pérez Reyes España        | Santo Domingo, República Dominicana              | 35            |
| 2016 | Marlon Stiven Polo Anaya Panamá            | Luis Domingo Baez Venezuela         | Víctor Manuel Alcantara República Dominicana | Michael Cheverez Puerto Rico     | Jose Oswaldo Ramos Colombia      | Punta Cana, República Dominicana                 | 30            |
| 2017 | Kevin Montes Puerto Rico                   | Jose Roberto Velasco Bolivia        | Zamir Sierra Pedro México                    | André Miguel Bernal Cuba         | Juan Antonio Peña Jiménez España | Punta Cana, República Dominicana                 | 40            |
| 2018 | Anthony Clarinda Curazao                   | Sebastián Gasañol Uruguay           | Jaime Betancourt Venezuela                   | Jason Brj Holanda                | Bradley Zee Países Bajos         | Puerto Plata, República Dominicana               | 36            |
| 2019 | Jefferson Velasco Bolivia                  | Amaury Bent Bélgica                 | Jean Ferrari Brasil                          | Mac Mcadam Suiza                 | Ivan Rodriguez Junior Nicaragua  | Puerto Plata, República Dominicana               | 25            |

## Ganadores
| País/Territorio           | Cantidad | Año  |
| ------------------------- | -------- | ---- |
| Bolivia                   | 1        | 2019 |
| Curazao                   | 1        | 2018 |
| Puerto Rico               | 1        | 2017 |
| Panamá                    | 1        | 2016 |
| Holanda                   | 1        | 2015 |
| Brasil                    | 1        | 2014 |
| Rivera Maya               | 1        | 2013 |
| República Dominicana      | 1        | 2012 |
| Venezuela                 | 1        | 2011 |
| Bosnia y Herzegovina      | 1        | 2010 |
| Estados Unidos de América | 1        | 2009 |
| España                    | 1        | 2008 |